# Belmiro Siqueira
Belmiro Siqueira (Ubá, 22 de outubro de 1921 — Porto Velho, 28 de novembro de 1986) foi um administrador e professor brasileiro. Foi eleito o patrono dos administradores pelo Conselho Federal de Administração em 1988.
Atuou na área da administração federal ocupando o cargo de assistente administrativo e técnico de administração, denominação primeira do que é hoje o administrador.

## Biografia
Ao longo de sua vida, Belmiro Siqueira atuou em diversas áreas da Administração.
Atuou por mais de 20 anos no Departamento Administrativo do Serviço Público (DASP).
Entre março de 1967 e abril de 1969, Siqueira foi diretor-geral Departamento Administrativo do Serviço Público (DASP).
Na área estadual foi assessor/consultor de vários governos, com destaque para o Rio de Janeiro, onde exerceu o cargo de diretor da Escola de Serviço Público do então Estado da Guanabara (1966).
Autor de vários trabalhos sobre administração e colunista em vários jornais, escrevendo sobre assuntos ligados à sua área de atuação. Alguns livros estão disponíveis na página ADM livros, mantida pela Conselho Regional de Administração - Rio de Janeiro (CRA-RJ).
Foi professor universitário e Diretor Geral das Faculdades Estácio de Sá.
No Conselho Federal de Administração (CFA) foi eleito Conselheiro Federal em 1977. Assim que assumiu, foi levado à vice-presidência e em 24 de abril de 1986 assumiu o cargo de presidente do CFA, que só deixou por conta do seu falecimento.
Belmiro demonstrou sua humildade e visão humanista até o dia de seu falecimento, durante palestra em Porto Velho: “Espero que muito do ouro de vocês encham um pouquinho da minha prata, e espero que alguma partícula da minha prata acumule o ouro de vocês.”
Parte da sua biografia está no filme documentário “Belmiro: Amor e Administração”, produzido pelo Conselho Federal de Administração e lançado, em Brasília, no dia 12 de dezembro de 2018.

## Prêmio Belmiro Siqueira de Administração
Belmiro Siqueira dá nome ao concurso nacional que anualmente é promovido pelo Sistema CFA/CRAs, o "Prêmio Belmiro Siqueira de Administração", e é o patrono dos administradores, instituído pelo Plenário do CFA em 1988, título esse que lhe foi outorgado post-mortem.